# Fluminense FC
Fluminense Football Club este un club de fotbal din Rio de Janeiro, Brazilia, care evoluează în Campeonato Brasileiro da Série A. Este cel mai vechi club de fotbal din statul Rio de Janeiro, fiind fondat în 1902. Numele clubului vine de la demonimul dat persoanelor născute în statul Rio de Janeiro (din latinescul flumen, fluminis care înseamnă „râu”).
Fluminense a devenit de patru ori campioană a ligii naționale, cel mai recent în 2012; echipa a câștigat și Copa do Brasil în 2007.
În 1949, Fluminense a devenit singurul club de fotbal din lume care a primit Cupa Olimpică, acordată anual de Comitetul Internațional Olimpic unei instituții sau asociații cu merit și integritate în dezvoltarea activă a Mișcării Olimpice.
Cele mai bune performanțe internaționale ale sale includ câștigarea Copa Libertadores 2023, câștigarea Copa Rio 1952 și disputarea finalei Cupei Mondiale a Cluburilor 2023.
Clubul are mai multe rivalități de lungă durată cu alte cluburi, în special cu Flamengo (Clássico Fla-Flu), Botafogo (Clássico Vovô) și Vasco da Gama (Clássico dos Gigantes). În special, Clássico Fla-Flu este considerat unul dintre cele mai mari derbiuri de fotbal din Brazilia și America de Sud, după ce a stabilit recordul mondial pentru cea mai mare prezență la un meci între cluburi de fotbal (peste 200.000 de spectatori pe stadionul Maracanã).

## Palmares

### Intercontinental
- Copa Rio Internacional: (1) 1952

### National
- Campeonato Brasileiro Série A: (4) 1970, 1984, 2010, 2012
- Copa do Brasil: (1)  2007

### Regional
- Copa Libertadores: (1) 2023
- Recopa Sudamericana: (1) 2024
- Torneio Rio-São Paulo: (2) 1957, 1960
- Taça Brasil South Zone: (1) 1960
- Taça Ioduran – Rio-São Paulo: (1) 1919

### Local
- Campeonato Carioca: (33) 1906, 1907¹, 1908, 1909, 1911, 1917, 1918, 1919, 1924, 1936, 1937, 1938, 1940, 1941, 1946, 1951, 1959, 1964, 1969, 1971, 1973, 1975, 1976, 1980, 1983, 1984, 1985, 1995, 2002, 2005, 2012, 2022, 2023

## Lotul actual
La 7 aprilie 2025.
| Nr. |           | Poziție | Jucător                                 |
| --- | --------- | ------- | --------------------------------------- |
| 1   | Brazilia  | P       | Fábio                                   |
| 2   | Brazilia  | F       | Samuel Xavier                           |
| 3   | Brazilia  | F       | Thiago Silva (căpitan)                  |
| 4   | Brazilia  | F       | Ignácio                                 |
| 5   | Uruguay   | M       | Facundo Bernal                          |
| 6   | Brazilia  | F       | Renê                                    |
| 7   | Brazilia  | M       | Renato Augusto                          |
| 8   | Brazilia  | M       | Matheus Martinelli                      |
| 9   | Brazilia  | A       | Everaldo                                |
| 10  | Brazilia  | M       | Ganso                                   |
| 11  | Brazilia  | A       | Keno                                    |
| 12  | Columbia  | F       | Gabriel Fuentes                         |
| 13  | Brazilia  | F       | Felipe Andrade                          |
| 14  | Argentina | A       | Germán Cano                             |
| 16  | Brazilia  | M       | Nonato (împrumutat de la Santos)        |
| 17  | Uruguay   | A       | Agustín Canobbio                        |
| 18  | Paraguay  | M       | Rubén Lezcano                           |
| 20  | Brazilia  | M       | Victor Hugo (împrumutat de la Cascavel) |

| Nr. |           | Poziție | Jucător                                 |
| --- | --------- | ------- | --------------------------------------- |
| 21  | Columbia  | M       | Jhon Arias                              |
| 22  | Argentina | F       | Juan Freytes                            |
| 23  | Brazilia  | F       | Guga                                    |
| 25  | Uruguay   | A       | Joaquín Lavega                          |
| 26  | Brazilia  | F       | Manoel                                  |
| 27  | Brazilia  | P       | Marcelo Pitaluga                        |
| 28  | Brazilia  | A       | Riquelme                                |
| 29  | Brazilia  | F       | Thiago Santos                           |
| 35  | Brazilia  | M       | Hércules                                |
| 37  | Brazilia  | M       | Isaque                                  |
| 45  | Brazilia  | M       | Lima                                    |
| 50  | Brazilia  | P       | Gustavo Ramalho                         |
| 55  | Brazilia  | M       | Wallace Davi                            |
| 77  | Brazilia  | A       | Paulo Baya (împrumutat de la Primavera) |
| 90  | Columbia  | A       | Kevin Serna                             |
| 94  | Brazilia  | M       | Otávio                                  |
| 98  | Brazilia  | P       | Vitor Eudes                             |

## Jucători notabili
| - Darío Conca - Narciso Doval - Dondinho - Waldemar de Brito - Ademir Menezes - Altair - Assis - Batatais - Branco - Carlos Alberto Torres - Castilho - Delei - Denílson - Dirceu - Didi - Edinho - Ézio - Félix | - Flávio - Fred - Gérson - Gil - Hércules - Lula - Jair Marinho - Manfrini - Marcelo - Marco Antônio - Marcos - Orlando - Oswaldo Gomes - Paulo César Caju - Paulo Vítor - Píndaro - Pinheiro - Pintinho | - Preguinho - Renato Gaúcho - Ricardo Gomes - Rivelino - Romeu - Samarone - Telê Santana - Thiago Silva - Tim - Valdo - Washington (1984) - Washington (2010) - Henry Welfare - Romerito - Deco - Dejan Petkovic |

## Antrenori
| - Ramón Platero (1919) - Ondino Viera (1938–43) - Gentil Cardoso (1945–47) - Ondino Viera (1948–49) - Tim (1964–67) - Telê Santana (1969–70) - Paulo Amaral (1970) - Mário Zagallo (1971–72) - Didi (1975) - Carlos Alberto Parreira (1975–78) - Mário Travaglini (1976–77) - Paulo Emilio (1978) - Nelsinho Rosa (1979–81) - José Luiz Carbone (1983–84) - Carlos Alberto Parreira (1984–85) - Nelsinho Rosa (1985–86) - José Luiz Carbone (1987) - Paulo Emilio (1990) - Nelsinho Rosa (1993) - Renato Gaúcho (1996) - José Luiz Carbone (1997–98) - Carlos Alberto Parreira (1999–00) - Oswaldo de Oliveira (2001–02) - Renato Gaúcho (2 septembrie 2002–11 iulie 2003) - Joel Santana (18 iulie 2003–1 octombrie 2003) - Renato Gaúcho (1 octombrie 2003–28 decembrie 2003) | - Ricardo Gomes (4 martie 2004–15 august 2004) - Abel Braga (1 ianuarie 2005–10 decembrie 2005) - Ivo Wortmann (11 decembrie 2005–19 februarie 2006) - Paulo Campos (22 februarie 2006–12 martie 2006) - Oswaldo de Oliveira (2006) - Antônio Lopes (23 august 2006–29 septembrie 2006) - Paulo César Gusmão (29 sept. 2006–11 februarie 2007) - Renato Gaúcho (24 aprilie 2007–10 august 2008) - Cuca (11 august 2008–2 octombrie 2008) - Renê Simões (2 octombrie 2008–6 martie 2009) - Carlos Alberto Parreira (7 martie 2009 – 13 iulie 2009) - Vinícius Eutrópio (14 iulie 2009 – 19 iulie 2009) - Renato Gaúcho (20 iulie 2009–1 septembrie 2009) - Cuca (1 septembrie 2009–19 aprilie 2010) - Muricy Ramalho (25 aprilie 2010 – 13 martie 2011) - Enderson Moreira (21 martie 2011 – 31 mai 2011) - Abel Braga (8 iunie 2011 – 29 iulie 2013) - Vanderlei Luxemburgo (30 iulie 2013–12 noiembrie 2013) - Dorival Júnior (12 noiembrie 2013-10 decembrie 2013) - Renato Portaluppi (28 decembrie 2013 – 2 aprilie 2014) - Cristóvão Borges (2 aprilie 2014 – 23 martie 2015) - Ricardo Drubscky (23 martie – 17 mai 2015) - Enderson Moreira (18 mai 2015 – 16 septembrie 2015) - Eduardo Baptista (17 septembrie 2015 – 25 februarie 2016) - Levir Culpi (4 martie 2016 – 6 noiembrie 2016) - Marcão (6 noiembrie 2016 – 1 decembrie 2016) | - Abel Braga (1 decembrie 2016 – iunie 2018) - Marcelo Oliveira (iunie 2018 - 29 noiembrie 2018) - Fábio Moreno (un meci) - Fernando Diniz (2018-2019) - Marcão (un meci) - Oswaldo de Oliveira (2019) - Marcão (2019) - Odair Hellmann (2020) - Marcão (2020–2021) - Roger Machado (2021) - Marcão (2021) - Abel Braga (2022 – 30 aprilie 2022) - Fernando Diniz (1 mai 2022 – 24 iunie 2024) - Marcão (24 iunie 2024 – 1 iulie 2024) - Mano Menezes (1 iulie 2024 – 30 martie 2025) - Marcão (30 martie 2025 – ) |

## Statistici

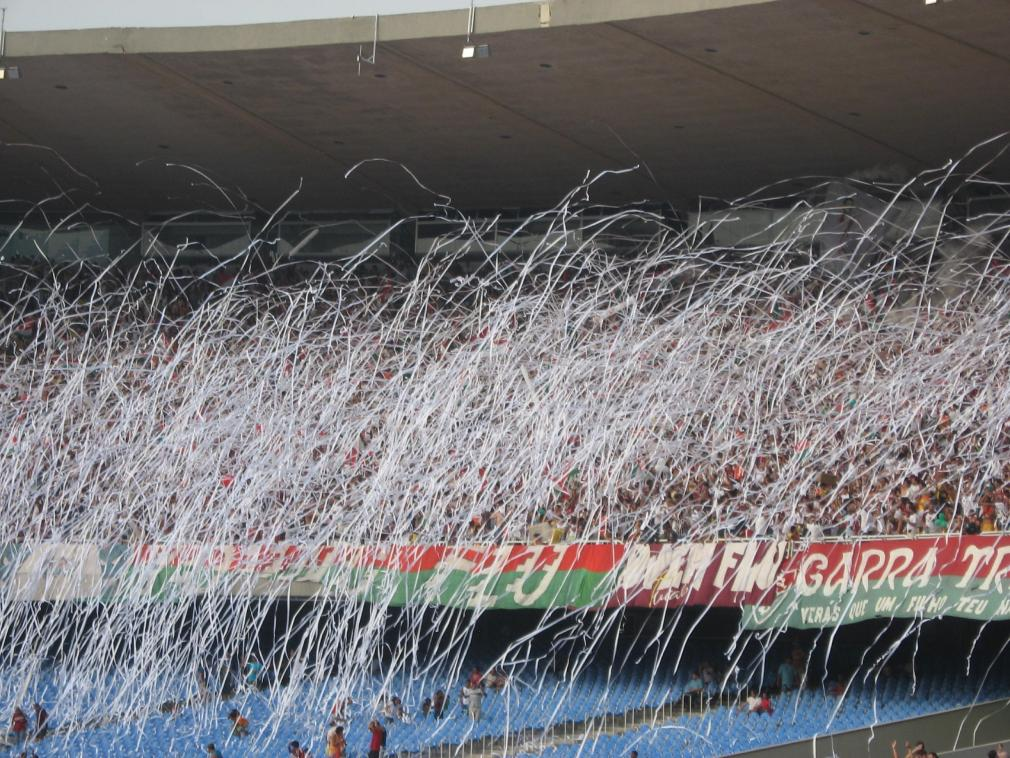
Fanii lui Fluminense pe Maracanã

### Jucători după numărul de meciuri
| Nume | Nume          | Meciuri |
| ---- | ------------- | ------- |
| 1º   | Castilho      | 699     |
| 2º   | Pinheiro      | 603     |
| 3º   | Telê Santana  | 556     |
| 4º   | Altair        | 549     |
| 5º   | Escurinho     | 490     |
| 6º   | Rubens Galaxe | 462     |
| 7º   | Denílson      | 433     |
| 8º   | Assis         | 424     |
| 9º   | Waldo         | 403     |
| 10º  | Marcão        | 397     |

### Golgheteri
| Nume | Nume                  | Goluri | Ani       |
| ---- | --------------------- | ------ | --------- |
| 1º   | Waldo                 | 319    | 1954–1961 |
| 2º   | Orlando Pingo de Ouro | 188    | 1945–1955 |
| 3º   | Telê Santana          | 165    | 1950–1961 |
| 4º   | Hércules              | 164    | 1935–1942 |
| 5º   | Welfare               | 163    | 1913–1923 |
| 6º   | Russo                 | 150    | 1933–1944 |
| 7º   | Preguinho             | 129    | 1925–1939 |
| 8º   | Washington            | 124    | 1983–1989 |
| 9º   | Ézio                  | 119    | 1991–1995 |
| 10º  | Magno Alves           | 111    | 1998–2002 |

### Antrenori după numărul de meciuri
| Nume | Nume                    | Meciuri |
| ---- | ----------------------- | ------- |
| 1º   | Zezé Moreira            | 467     |
| 2º   | Ondino Viera            | 300     |
| 3º   | Abel Braga              | 202     |
| 4º   | Renato Gaúcho           | 178     |
| 5º   | Tim                     | 166     |
| 6º   | Nelsinho Rosa           | 156     |
| 7º   | Carlos Alberto Parreira | 146     |
| 8º   | Sylvio Pirillo          | 138     |
| 9º   | Luís Vinhaes            | 137     |
| 10º  | Paulo Emílio            | 126     |